# 1978 en Colombie-Britannique
Chronologie de la Colombie-Britannique
- 1974
- 1975
- 1976
- 1977
- 1978
- 1979
- 1980
- 1981
- 1982

Cette page concerne des événements qui se sont produits durant l'année 1978 dans la province canadienne de Colombie-Britannique.

## Politique
- Premier ministre : Bill Bennett
- Chef de l'Opposition :   Dave Barrett[1] du Nouveau Parti démocratique de la Colombie-Britannique
- Lieutenant-gouverneur : Walter Stewart Owen puis Henry Pybus Bell-Irving
- Législature :

## Événements

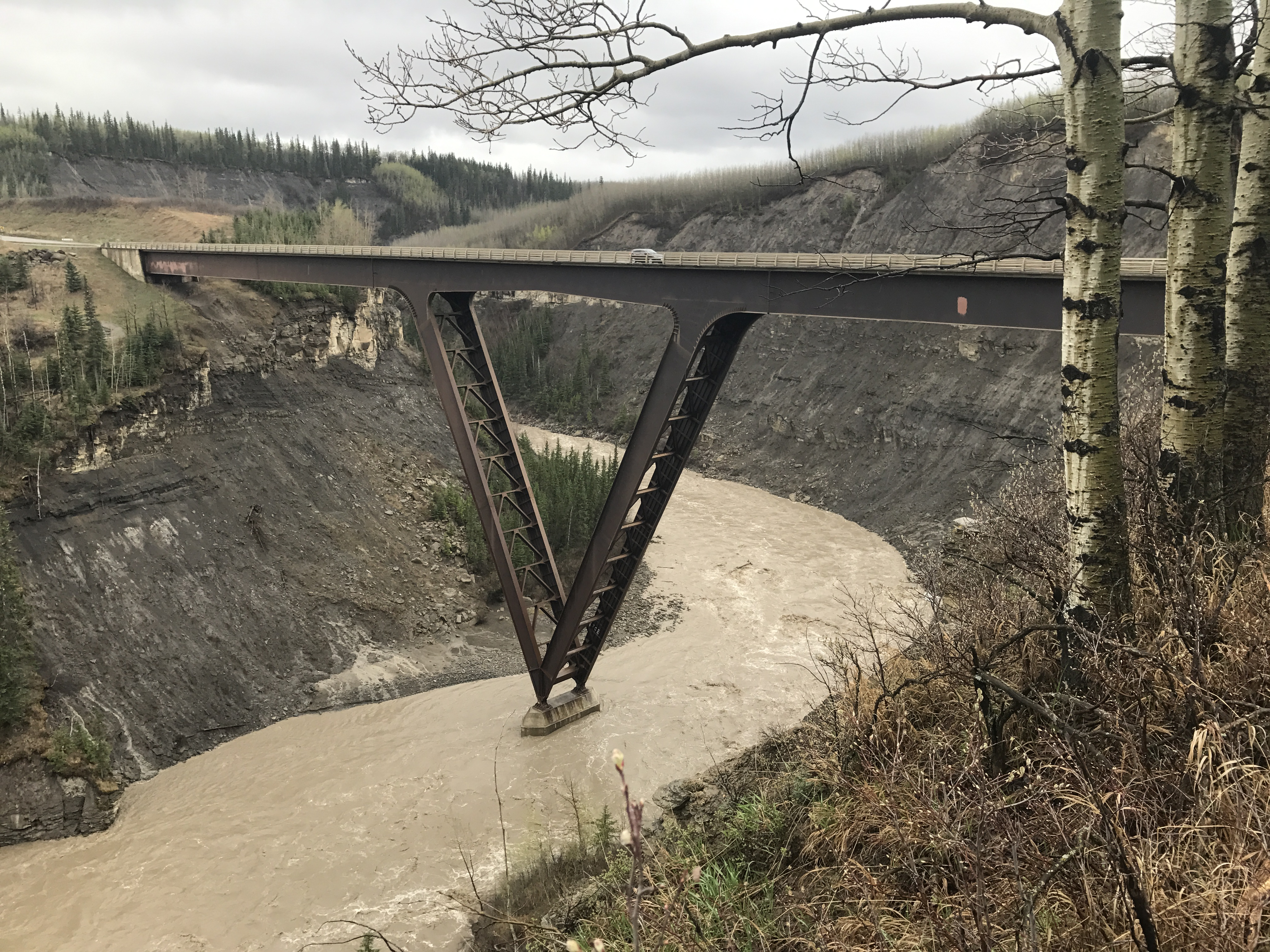
Kiskatinaw River Bridge (1978).

- Mise en service du second  Kiskatinaw River Bridge , pont routier métallique situé à Dawson Creek[2].
- Mise en service, entre Port Coquitlam et Pitt Meadows, du  Pitt River Bridge , pont tournant, démoli en 2010[3].

## Naissances

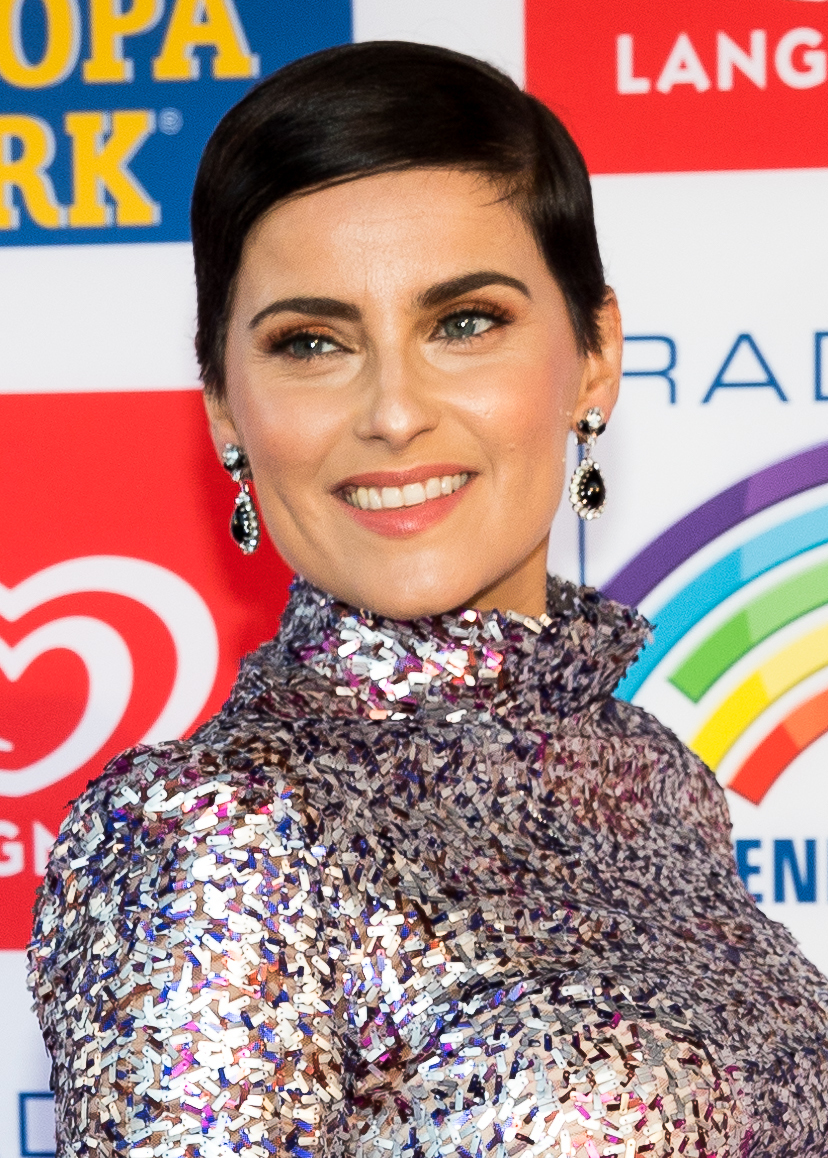
Nelly Furtado.

- 4 avril à Victoria : Jesse Fibiger, joueur professionnel canadien de hockey sur glace[4].

- 6 avril  à Comox : Thomas Herschmiller, rameur canadien. Il a obtenu la médaille d'argent olympique en quatre sans barreur en 2004 à Athènes.

- 11 mai à Victoria : Ryan Wade, joueur professionnel canadien de hockey sur glace.

- 14 août  à Comox : Brett McLean, joueur professionnel canadien de hockey sur glace. Il évolue au poste de centre.

- 2 décembre à Victoria : Nelly Furtado, auteure-compositrice-interprète et actrice luso-canadienne.